# Crosnierita
Crosnierita is een geslacht van kreeftachtigen uit de klasse van de Malacostraca (hogere kreeftachtigen).

## Soorten
- Crosnierita adela Ahyong, Taylor & McCallum, 2013
- Crosnierita dicata Macpherson, 1998
- Crosnierita tucanae Macpherson, 2004
- Crosnierita urizae (Macpherson, 1994)
- Crosnierita yante (Macpherson, 1994)